# Rio de Janeiro Vôlei Clube 2013-2014
Questa voce raccoglie le informazioni riguardanti il Rio de Janeiro Vôlei Clube nella stagione 2013-2014.

## Stagione
Il Rio de Janeiro Vôlei Clube gioca nell'annata 2013-14 col nome sponsorizzato Unilever Vôlei.
Chiude la stagione regolare di Superliga Série A al terzo posto, accedendo quindi ai play-off scudetto, dove si aggiudica il settimo titolo della propria storia ai danni del Sesi.
In Coppa del Brasile raggiunge le semifinali, dove viene eliminato dal Sesi.
In ambito internazionale è di scena al campionato mondiale per club, sconfitto in finale dal VakıfBank.
A livello statale, invece, conquista il suo decimo Campionato Carioca.

## Organigramma societario
Area direttiva
- Presidente: Paulo Antônio Ubach Monteiro

Area tecnica
- Allenatore: Bernardo de Rezende
- Secondo allenatore: Hylmer Dias
- Scoutman: Roberta Giglio
- Preparatore atletico: Marco Antonio Jardim

Area sanitaria
- Medico: Ney Coutinho Pecegueiro do Amaral
- Fisioterapista: Guilherme Tenius, Marcio Fonseca Menezes

## Rosa
| N° | Nome                  | Ruolo | Data di nascita  | Nazionalità sportiva |
| -- | --------------------- | ----- | ---------------- | -------------------- |
| 1  | Gabriela Guimarães    | S     | 19 maggio 1994   | Brasile              |
| 4  | Sarah Pavan           | O     | 16 agosto 1986   | Canada               |
| 5  | Regiane Bidias        | S     | 2 ottobre 1986   | Brasile              |
| 6  | Juciely Barreto       | C     | 18 dicembre 1980 | Brasile              |
| 7  | Hélia de Souza        | P     | 10 marzo 1970    | Brasile              |
| 8  | Amanda Francisco      | S     | 16 agosto 1988   | Brasile              |
| 9  | Bruna da Silva        | O     | 3 luglio 1989    | Brasile              |
| 10 | Valeska Menezes       | C     | 23 aprile 1976   | Brasile              |
| 11 | Brankica Mihajlović   | S     | 13 aprile 1991   | Serbia               |
| 12 | Roberta Ratzke        | P     | 28 aprile 1990   | Brasile              |
| 14 | Fabiana de Oliveira   | L     | 7 marzo 1980     | Brasile              |
| 15 | Ana Carolina da Silva | C     | 8 aprile 1991    | Brasile              |
| 16 | Natasha Farinea       | C     | 8 febbraio 1986  | Brasile              |
| 17 | Drussyla Costa        | S     | 1º giugno 1996   | Brasile              |
| 20 | Juliana Perdigão      | L     | 5 aprile 1991    | Brasile              |

## Statistiche

### Statistiche di squadra
| Competizione        | Punti | In casa | In casa | In casa | In trasferta | In trasferta | In trasferta | Totale | Totale | Totale |
| Competizione        | Punti | G       | V       | P       | G            | V            | P            | G      | V      | P      |
| ------------------- | ----- | ------- | ------- | ------- | ------------ | ------------ | ------------ | ------ | ------ | ------ |
| Superliga Série A   | 59    | 26      | 12      | 3       | 25           | 12           | 3            | 31     | 25     | 6      |
| Coppa del Brasile   | -     | -       | -       | -       | -            | -            | -            | 2      | 1      | 1      |
| Campionato mondiale | 3     | -       | -       | -       | -            | -            | -            | 4      | 2      | 2      |
| Totale              | -     | 26      | 12      | 3       | 25           | 12           | 3            | 37     | 28     | 9      |

### Statistiche dei giocatori
| Giocatrice     | Campionato mondiale | Campionato mondiale | Campionato mondiale | Campionato mondiale | Campionato mondiale |
| Giocatrice     | P                   | PT                  | AV                  | MV                  | BV                  |
| -------------- | ------------------- | ------------------- | ------------------- | ------------------- | ------------------- |
| J. Barreto     | 4                   | 40                  | 34                  | 5                   | 1                   |
| R. Bidias      | 3                   | 10                  | 8                   | 1                   | 1                   |
| D. Costa       | -                   | -                   | -                   | -                   | -                   |
| A.C. da Silva  | 4                   | 45                  | 24                  | 17                  | 4                   |
| B. da Silva    | 4                   | 8                   | 6                   | 2                   | 0                   |
| F. de Oliveira | 4                   | 0                   | 0                   | 0                   | 0                   |
| H. de Souza    | 4                   | 2                   | 1                   | 0                   | 1                   |
| N. Farinea     | 2                   | 3                   | 3                   | 0                   | 0                   |
| A. Francisco   | 3                   | 1                   | 0                   | 0                   | 1                   |
| G. Guimarães   | 4                   | 36                  | 28                  | 6                   | 2                   |
| V. Menezes     | -                   | -                   | -                   | -                   | -                   |
| B. Mihajlović  | 4                   | 25                  | 19                  | 5                   | 1                   |
| S. Pavan       | 4                   | 45                  | 40                  | 5                   | 0                   |
| J. Perdigão    | -                   | -                   | -                   | -                   | -                   |
| R. Ratzke      | 4                   | 2                   | 0                   | 0                   | 2                   |

P = presenze; PT = punti totali; AV = attacchi vincenti; MV = muri vincenti; BV = battute vincenti

NB: Non sono disponibili i dati relativi alla Superliga Série A e alla Coppa del Brasile e, di conseguenza, quelli totali.